# Calicina galena
Calicina galena is een hooiwagen uit de familie Phalangodidae. De wetenschappelijke naam van Calicina galena gaat terug op Ubick & Briggs.